# Kabupaten Kepulauan Selayar
Kabupaten Kepulauan Selayar (indonesiska: Kabupaten Selayar) är ett kabupaten i Indonesien.   Det ligger i provinsen Sulawesi Selatan, i den centrala delen av landet, 1 500 km öster om huvudstaden Jakarta. Antalet invånare är 122 055. Kabupaten Kepulauan Selayar ligger på ön Pulau Kalao.